# Heterospilus cartagoensis
Heterospilus cartagoensis – gatunek błonkówki z rodziny męczelkowatych i podrodziny Doryctinae.
Ciało długości 3 mm. Głowa żółta z poprzecznie żeberkowanymi ciemieniem i czołem oraz pomarszczoną twarzą. Czułki brązowe z jasnobrązowym trzonkiem opatrzonym słabą, podłużną smugą barwy brązowej. Tułów z żółtą śródtarczką o granulowanych płatach, żółtym i gładkimi mezopleurami oraz żółtym spodem. Reszta tułowia i pozatułów ciemnobrązowe. Bruzda przedtarczkowa krzyżuje się z 3-5 żeberkami. Boki pozatułowia są w całości pomarszczone, a jego część środkowo-nasadowa jest gładka lub lekko ziarenkowana. Odnóża żółte. Metasoma z częściami żółtymi i brązowymi. Pierwsze tergum metasomy u wierzchołka węższe niż dłuższe, drugie tergum z prostym przednim rowkiem poprzecznym, a terga od IV do VII gładkie. Pokładełko dłuższe od metasomy.
Gatunek znany wyłącznie z Kostaryki.